# Joseph Silk
Joseph Ivor Silk (né le 3 décembre 1942 à Londres) est un cosmologiste anglais qui a obtenu son doctorat d'astronomie en 1968 à l'Université Harvard. Revenu au Royaume-Uni en 1999 après 30 ans de carrière à l'Université de Californie à Berkeley, il a été titulaire de la  chaire savilienne d'astronomie à l'Université d'Oxford, associée au New College, entre 1999 et septembre 2011. Il est maintenant professeur de l'université Pierre-et-Marie-Curie, affecté à l'Institut d’Astrophysique de Paris, ainsi que Homewood Professor of Physics and Astronomy à l'Université Johns-Hopkins (depuis 2010).

## Distinctions
- En 2011, Joseph Silk a reçu le prix Balzan « pour ses travaux fondateurs sur l'évolution de l'univers jeune, comprenant l'étude des effets de divers processus et phénomènes physiques, comme la matière sombre et la courbure, sur les fluctuations du fond diffus cosmologique et la formation de galaxies de différents types »[1].
- En 2010, docteur honoris causa, Université Pierre-et-Marie-Curie (UPMC)[2].
- En 2022, docteur honoris causa, Université de Montpellier.